# Jaycee Carroll
Jaycee Don Carroll (* 16. dubna 1983 Laramie) je americko-ázerbájdžánský basketbalista. Měří 188 cm. Hrál zejména na pozici křídla a proslavil se především svými tříbodovými hody. Narodil se ve Spojených státech, roku 2012 obdržel ázerbájdžánské občanství (vyjednával i o občanství černohorském). Za ázerbájdžánskou reprezentaci nastoupil dvakrát. Začínal v univerzitním americkém basketbalu, v letech 2004-2008 hrál za Utah State Aggies. Po neúspěšných námluvách s kluby NBA odešel do Evropy. Nejprve jednu sezónu působil v italském klubu Teramo (2008–2009), pak přesídlil do Španělska, kde nastupoval dvě sezóny za CB Gran Canaria (2009–2011). Zde na sebe výrazně upozornil, když se dvakrát po sobě stal nejlepším střelcem španělské ligy (2010, 2011) a nejlepším střelcem Eurocupu v sezóně 2010–11. Na konci sezóny 2010-11 byl též vybrán do ideální pětky soutěže. V létě 2011 pak přestoupil do Realu Madrid, kde prožil vrchol své kariéry. Působil v klubu až do roku 2021 a dosáhl s ním řadu úspěchů: dvakrát vyhrál nejprestižnější evropskou klubovou soutěž Euroligu (2015, 2018), jednou Interkontinentální pohár (2015), pětkrát španělskou ligu (2013, 2015, 2016, 2018, 2019). V Eurolize odehrál 274 utkání - pouze dva Američané v historii sehráli více euroligových zápasů (Kyle Hines, James Gist). Dosáhl v eurolize průměru 9,5 bodu na zápas. Za Real Madrid odehrál celkem 709 utkání, čímž vytvořil klubový rekord. Za poněkud nejasných okolností nenastoupil do sezóny 2021-22, oficiálně ukončil kariéru na jejím konci, v červnu 2022. Vrátil se do Utahu, kde se rozhodl farmařit. Je mormonem, "Mormon" byla také jeho přezdívka mezi fanoušky Realu.